# Gene Sedric

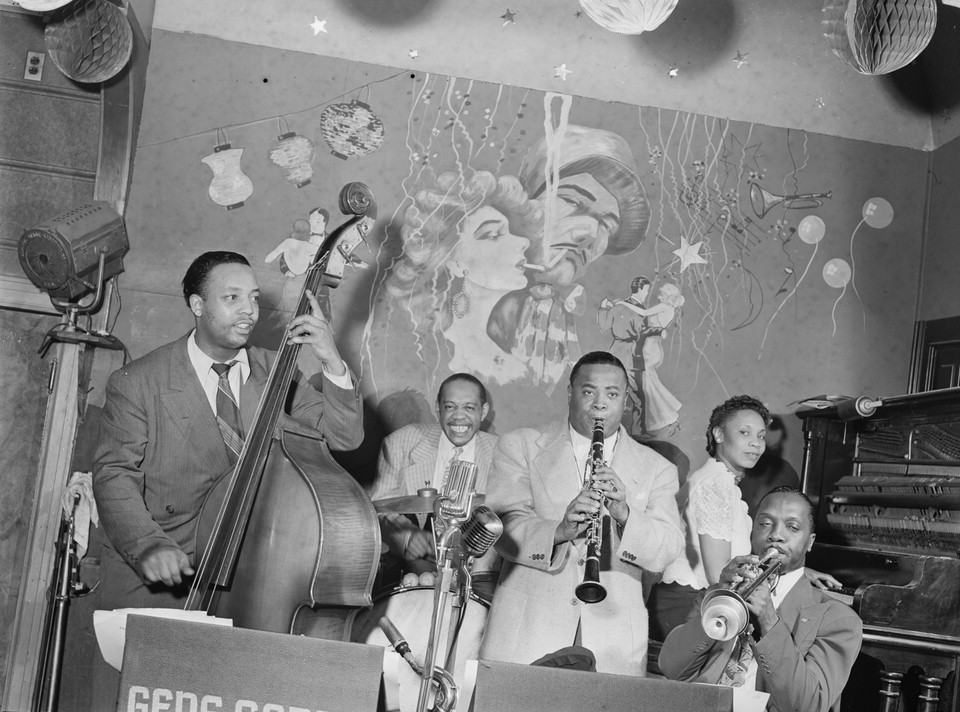
Gene Sedric (met klarinet) en onder meer Mary Lou Williams (piano) in The Place, New York, ca. juli 1946 (foto: William P. Gottlieb)

Gene Sedric (St. Louis, 17 juni 1907 - New York, 3 april 1963) was een Amerikaanse jazz-klarinettist en tenorsaxofonist. In de jaren dertig kreeg hij de bijnaam "Honey Bear" omdat hij altijd een lange kamelenharen jas droeg. Hij speelde lange tijd bij Fats Waller.
Sedric speelde met Charlie Creath en later met Fate Marable, Dewey Jackson, Ed Allen (1922) en Julian Arthur. In 1925 sloot hij zich aan bij het orkest van Sam Wooding, waarmee hij toerde in Europa tot de band in 1931 werd opgeheven. In Europa nam hij op met Alex Hyde. Terug in New York speelde hij bij Fletcher Henderson en Alex Hill. Van 1934 tot 1942 werkte hij bij Fats Waller, daarna was hij actief voor Mezz Mezzrow (1937) en Don Redman (1938-1939). In 1938 nam hij voor het eerst op als leider.
In 1943 vormde hij een eigen band en in 1944 speelde hij met Phil Moore, in 1945 met Hazel Scott. Van 1946 tot 1951 had hij weer een eigen groep, waarmee hij in New York speelde. Later werkte hij met Pat Flowers (1946-1947), Bobby Hackett (1951), Jimmy McPartland, Mezzrow (1953), Conrad Janis (1953) en Dick Wellstood (1961). 
Sedric gaf klarinetles aan de latere filmmaker Woody Allen.

## Discografie
- Gene Sedric 1938-1947, Classics